# マギリッツァ
マギリッツァ(Magiritsa)は、ラムのもつから作るギリシャのスープである。正教会の伝統である復活祭と関連しているため、ギリシャ系アメリカ人やギリシャ系カナダ人は、「イースタースープ」「イースターサンデースープ」「イースターラムスープ」等とも呼ぶ。テッサリア等のギリシャの一部では、タマネギやコメを用いずもつと野菜のみで作り、スープではなくフリカッセとして提供される。

## 伝統
マギリッツァは、復活祭の40日前にあたる正教会の四旬斎の断食明けに食べられる。伝統的に、その材料であるもつは、復活祭の食事として食べるラムのローストから取られたものを用いる。聖土曜日に翌日用のラムとともに作られ、マギリッツァは深夜の聖体礼儀の後すぐに食べられる。

## 材料と調理
伝統的には、ラムのもつの使える部分は全て用いられるが、スープの風味に最も影響を与えるのは、頭と頸である。今日では、これらの部分とともに、腸、心臓、肝臓等が一般的に用いられる。
完全に洗浄した後、30分から2時間ほどもつを茹でて、その後小さく切り分け、タマネギ、ディル、バター、野菜等で味付けし、煮込む。茹で行程の最後にコメを加え、茹で汁には、アヴゴレモノにより濃度を付ける。
復活祭の朝、教会帰りの早い時間に食べる場合は、サラダやチーズ、ツレーキ（甘いパン）、そして復活したキリストの血を象徴するため赤く色付けた固ゆで卵を添える。